# 直萤金花虫属
直萤金花虫属（学名：Anadimonia）是金花虫科的一属。

## 下属物种
本属包括以下物种：
- Anadimonia latifascia (Gressitt & Kimoto, 1963)
- Anadimonia potanini Ogloblin, 1936